# Struikaster
De struikaster (Baccharis halimifolia) is een plant uit de composietenfamilie. De oorspronkelijk West-Amerikaanse soort is op veel plaatsen in West-Europa langs de kust aangeplant.
De struik kan op zowel zand, grind en niet te zware klei groeien, ze is goed bestand tegen zoute invloeden en windbestendig. De plant verwildert gemakkelijk en is in staat zich te vestigen op vloedmerken, in periodiek onderlopende graslanden, op hoge kwelders, in duinen en op stranden, op opgespoten terreinen en in braakliggende akkers. In onder andere natuurgebieden kan ze inheemse plantenpopulaties verdringen. De soort is in België in opmars en komt vooral voor aan de kust, al zijn er ook enkele populaties in het binnenland. In Nederland is de struikaster in 2003 voor het eerst aangetroffen op primaire duintjes op Goeree.
De zaadproductie van de tweeslachtige soort is groot en de zaden kunnen door de wind ver verspreid worden.  Het stuifmeel van de plant kan aanleiding geven tot allergische reacties, de zaden en de bladeren zijn giftig en voor schapen dodelijk.
De struikaster staat sinds 2016 op de Unielijst van invasieve exoten (EU-exotenverordening 1143/2014). In de hele Europese Unie is het verboden om de soort te verhandelen, aan te planten, te kweken of uit te zetten. Landen van de EU moeten de soort opsporen en verwijderen of – als deze al gevestigd is – maatregelen nemen om verspreiding en schade tegen te gaan.